# Pianosonat nr 23

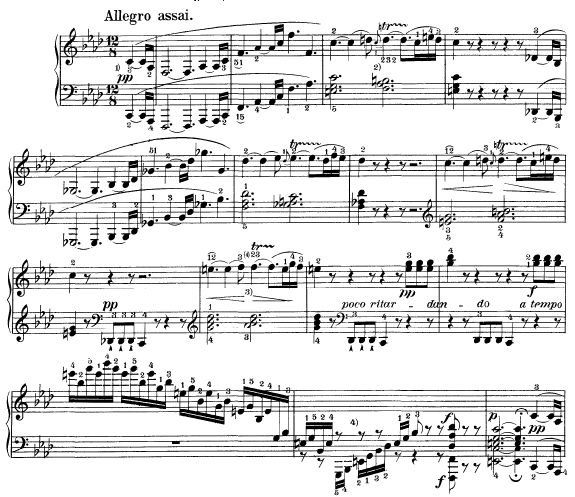
Första satsens inledning.

Pianosonat nr 23 i f-moll, opus 57, populärt kallad Appassionata, är en pianosonat av Ludwig van Beethoven. Den skrevs 1804–1805 och kanske 1806, och är tillägnad greve Franz von Brunswick (1777–1849). Sonaten utgavs från trycket första gången i februari 1807 i Wien. Namnet Appassionata tillkom inte förrän år 1838, efter Beethovens död, då en förläggare satte namnet på en utgåva för fyrhändigt piano.
Hela Appassionata tar typiskt cirka 23 minuter att spela och består av följande tre satser:
1. Allegro assai
2. Andante con moto
3. Allegro ma non troppo – presto